# Уэмацу, Натаниель Макото
Натаниель Макото Уэмацу (яп. ナタナエル 植松 誠 Натанаэру Уэмацу Макото, род. 1952) — нынешний англиканский епископ Диоцеза Хоккайдо (Япония) и Примасом Англиканской Церкви в Японии — провинции Англиканского Сообщества. Он стал Примасом 23 мая 2006 года.

## Основные биографические даты
Архиепископ Уэмацу родился в 1952 году. Рукоположён в 1984, а в 1997 году стал епископом.
В 1975 году стал бакалавром Университета Искусств в Осаке.
В 1978 году стал магистром Philips University Oklahoma.
В 1982 году получил магистра богословия в Епископальной теологической семинарии Юго-Запада, Техас.